# Taylor-Inseln
Der Taylor-Inseln sind eine Gruppe felsiger Inseln und Riffe, die an der Westflanke der Edisto-Gletscherzunge das westliche Ende des Highjump-Archipels markieren.
Die Inseln wurden anhand von Luftaufnahmen der  Operation Highjump (1946–1947) kartiert. Das Advisory Committee on Antarctic Names benannte sie 1963 nach Richard Spence Taylor, der als Geodät der United States Navy bei der Operation Windmill (1947–1948) an der Errichtung astronomischer Beobachtungsstationen zwischen dem Kaiser-Wilhelm-II.-Land und der Budd-Küste beteiligt war.